# Xestia bryocharis
Xestia bryocharis är en fjärilsart som beskrevs av Charles Boursin 1963. Xestia bryocharis ingår i släktet Xestia och familjen nattflyn. Inga underarter finns listade i Catalogue of Life.